# Kierwang
Kierwang (mundartlich: Khirwong) ist ein Gemeindeteil der Gemeinde Bolsterlang im bayerisch-schwäbischen Landkreis Oberallgäu.

## Geographie
Das Dorf liegt circa 1,5 Kilometer nördlich des Hauptorts Bolsterlang am Fuße des Rangiswanger Horns.

## Ortsname
Der Ortsname setzt sich aus den mittelhochdeutschen Wörtern wanc für Wiesenabhang und Kirche zusammen und bedeutet wohl (Siedlung auf) Wiesenland, das der Kirche gehört. Eine andere Theorie geht von dem mittelhochdeutschen Wort gehürwe für Moos, Sumpf aus, womit der Ortsname Wang mit moorigem, feuchtem Boden bedeuten würde.

## Geschichte
Kierwang wurde erstmals urkundlich im Jahr 1325 mit der Witwe des Ritters Albrecht von Kirwanch erwähnt. Das Rittergeschlecht trat im 14. Jahrhundert auf und bewohnte eine Burg nordöstlich der heutigen Ortschaft. Die Marienkapelle im Ort wurde Ende des 17. Jahrhunderts erbaut. 1818 fand die Vereinödung in Kierwang statt.

## Baudenkmäler
Siehe: Liste der Baudenkmäler in Kierwang